# Parroquia Santuario Señor de Huamán
La Parroquia Santuario Señor de Huamán, conocida popularmente como Iglesia de Huamán, es un edificio religioso católico (parroquia) construido a mediados del siglo XVI ubicado en la localidad de Santiago de Huamán, en Trujillo. Destaca su altamente adornada fachada de tipo barroco mestizo. Es considerado uno de los templos católicos más antiguos de la ciudad., además de ser Patrimonio Monumental de la Nación. 

## Historia

### Orígenes
Con la llegada y conquista de los españoles a territorios Chimú (entre ellos, Santiago de Huamán) se inició la labor de evangelización católica. Es así que bajo la autorización del virrey Francisco Toledo, los hermanos mercedarios fundan el templo el 15 de junio de 1547. Su construcción culminó 16 años más tarde, en 1563. 
Durante el siglo XVII, se adoptó en la localidad que alberga el templo una especial devoción hacia el Señor del Mar, que luego fue denominado Señor de Huamán. Desde entonces, es patrono tanto de la parroquia como de la localidad. 

### Durante la Guerra del Pacífico
Durante la Guerra del Pacífico, cuando Trujillo fue tomada por el ejército chileno, el santuario sirvió como refugio para aristócratas y políticos. Además, fue provisionalmente la sede de la Corte Superior de Justicia durante el asedio chileno. 

### Daños y restauraciones
A lo largo de la historia, el edificio ha sido castigado por terremotos y las torrenciales lluvias provocadas por el fenómeno El Niño. Durante una restauración del templo en 2010, se redescubrieron bajo capas de pintura parte de la decoración original de estilo mozárabe, que hoy en día se ha dejado intacta para su exposición. 
En la actualidad, además de servir como parroquia, también se ha usado sus instalaciones para conciertos y sus exteriores para diversos programas culturales. Es una de las parroquias más activas de la ciudad de Trujillo.

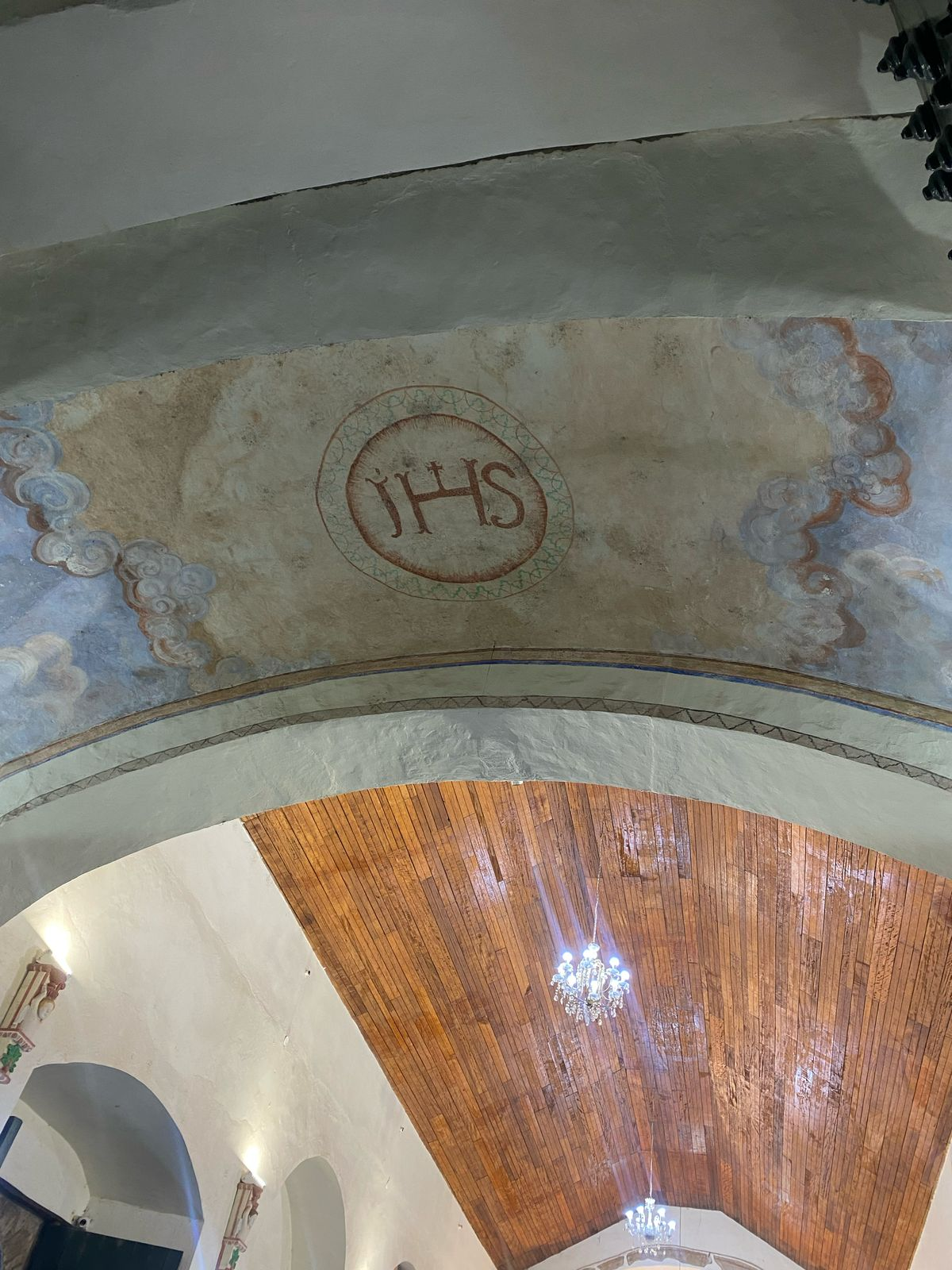
Vista de la decoración original con las iniciales JHS redescubierta durante las obras de restauración.

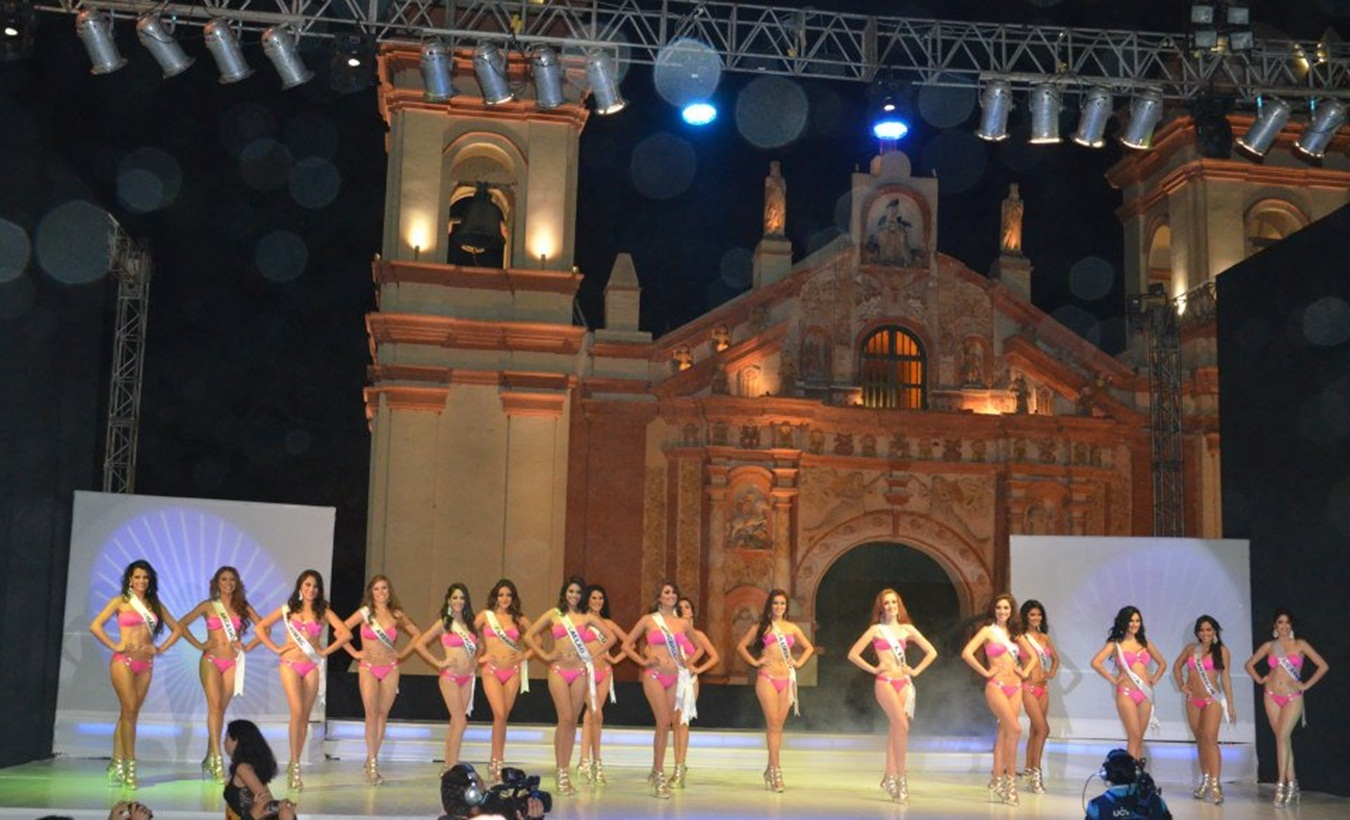
Los exteriores del templo, usados para la celebración del Miss International Perú en 2012.

## Arquitectura

### Fachada
A pesar de ser una de las "parroquias de indios", llama la atención lo altamente adornada de su fachada principal, que ya contiene sincretismo. Inicialmente contaba con sólo un campanario, y su color era blanco. De entre las grandes cantidades de imágenes representado ángeles, destacan cuatro santos custodiando las puertas de la iglesia: San Santiago Matamoros, San Esteban, San Ramón Nonato y San Pedro Nolasco. Hay un detalle especialmente peculiar: justo por encima de la entrada se encuentran las imágenes de dos sirenas con guitarras, las cuales representan el pecado y la lujuria. 
En la cúspide de la fachada se encuentran tres figuras: la Virgen de la Merced, San Juan Bautista y San Francisco de Asís. 

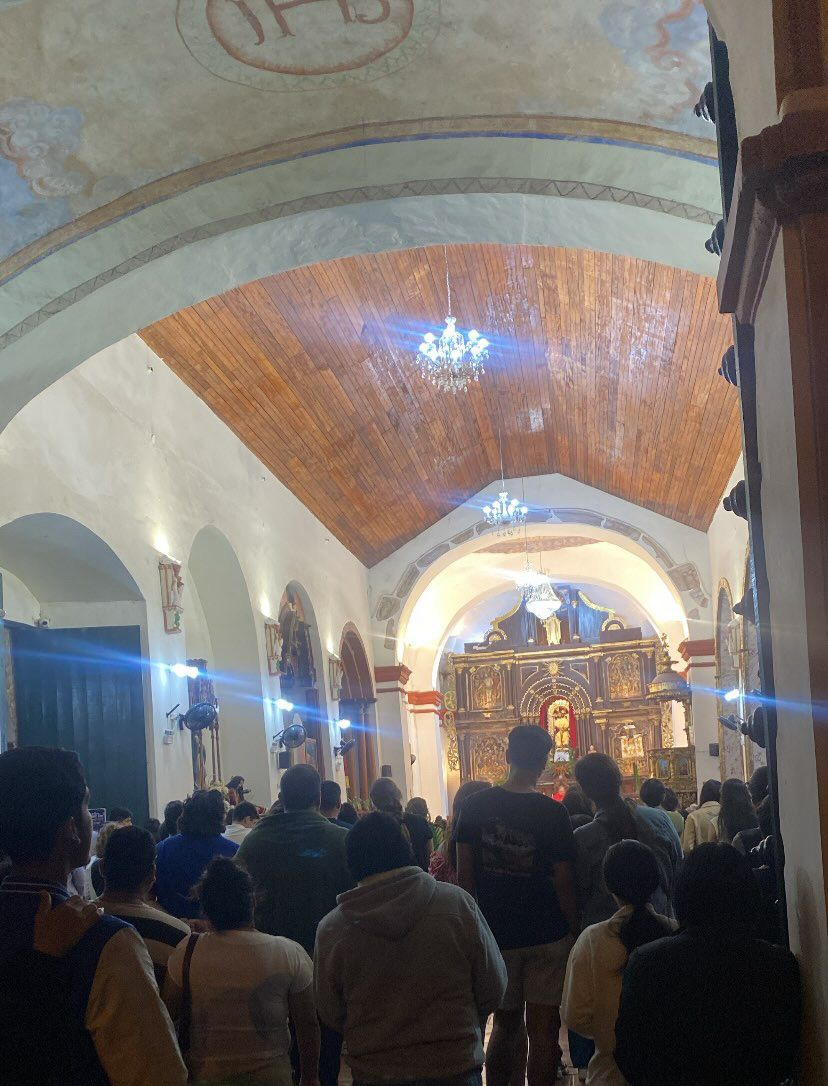
Vista del interior del templo durante la celebración del Domingo de Ramos de 2025.